# Giuseppe Zappella
Giuseppe Zappella (ur. 4 maja 1973) – włoski piłkarz występujący na pozycji obrońcy.

## Kariera klubowa
Od 1992 do 2010 roku występował w klubach A.C. Milan, Como, Monza, Urawa Reds, Avellino, Viterbese, Catanzaro, Nuova Vis Pesaro, Ivrea, Alessandria i Cuneo.